# Eternal Warrior
Eternal Warrior est un personnage de comics publié par Valiant Comics.

## Historique des publications
En 1992, Jim Shooter crée le personnage de Gilad Anni-Padda, alias Eternal Warrior, dans le dixième numéro du comics Solar: Man of the Atom. Il gagne ensuite sa propre série qui compte 50 numéros et qui s'achève en 1996. 
Comme toutes les créations de Valiant Comics, le personnage disparaît quand Acclaim Entertainment qui a racheté Valiant cesse la publication de tous ses comics. En 2007, les droits des héros Valiant sont rachetés et une nouvelle maison d'édition, Valiant Entertainment relance de nouvelles séries avec ceux-ci à partir de 2012. En septembre 2013 Eternal Warrior a droit à une nouvelle série.

## Biographie
Gilad Anni-Padda est un des trois frères immortels avec Armstrong de Archer & Armstrong et Timewalker. Que ce soit dans la version de 1992 ou celle de 2013, il est un guerrier choisi par le Géomancien, un sorcier lié à l'esprit de la Terre, pour combattre le mal qui menace l'humanité.